# زبان‌های مغولی

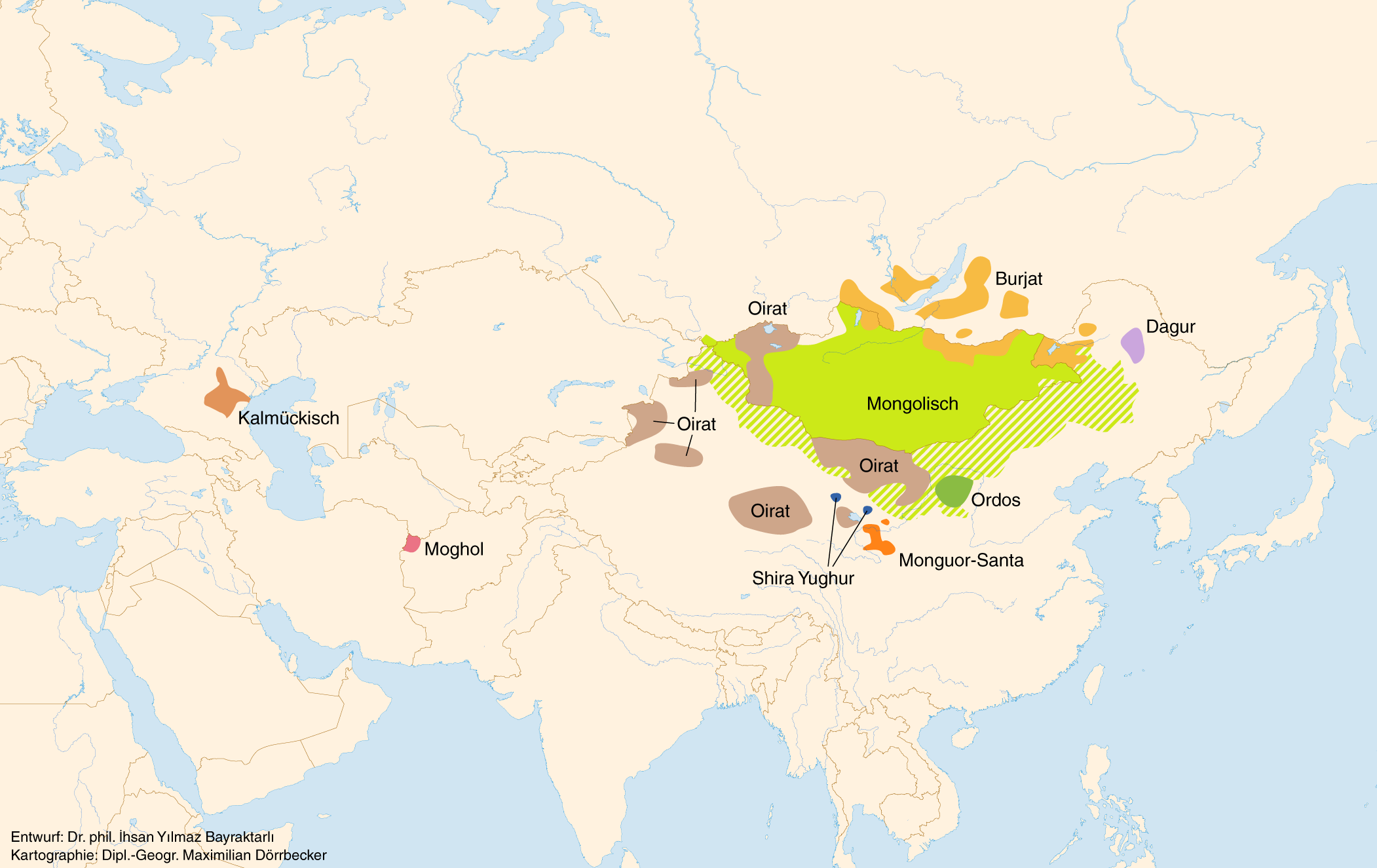
2,130 × 1,353px

زبان‌های مغولی (به انگلیسی: Mongolic languages)، گروهی از زبان‌ها هستند که بیشتر در آسیای شرقیِ مرکزی و به ویژه در مغولستان و کناره‌های آن و قالموقستان به آنها سخن می‌گویند.
به‌نام‌ترینِ این زبان‌ها، زبان مغولی است که زبان رسمی کشور مغولستان و مغولستان داخلی در کشور چین است. این زبان امروزه بیش از پنج میلیون و هفتصد هزار گویشور دارد و شمارِ گویشوران همه زبان‌های مغولی که شامل ۱۰ زبان می‌شود را باهم حدود شش میلیون دانسته‌اند.
زبان‌هایِ مغولی، بیشتر در کشورهای مغولستان، چین (مغولستان داخلی، سین کیانگ، گانسو و چینگ‌های)، افغانستان (هرات)، روسیه (قالموقستان و بوریاتیا) سخنگو دارند.
گویا نزدیک‌ترین زبان به زبان‌های مغولی، زبانِ از میان رفتهٔ خیتان است که تا سال ۱۲۴۳ سخنگویانی داشت و سپس منقرض شد. برخی زبان‌شناسان، زبان‌های مغولی را با شاخهٔ زبانهای ترکی، تونگوزی و حتی با زبان‌های ژاپنی و کره‌ای هم خانواده دانسته‌اند و در گروهی پرجنجال به نام خانواده زبان‌هایِ اورال-آلتایی گروه بسته‌اند؛ ولی این انگاره امروزه میان زبان‌شناسان پذیرفته نیست و بسیار به آن خرده گرفته‌اند.
امروزه بیشترِ زبانشناسان این شاخه زبانی را با زبان ختان در یک گروه نهاده و «ختان - مغولی» نامند هر چند که هنوز دربارهٔ آن بیگمان نیستند. (البته شواهد قوی برای هم خانوادگیِ میان این دو زبان وجود دارد). اگر این انگاره نادرست باشد، زبان‌های مغولی خود یکی از شاخه‌هایِ زبانی عمده جهان است (چون شاخه‌هایِ آفرو-آسیایی یا هندو-اروپایی).
دلیل این دودلی دربارهٔ هم‌خانواده بودن یا نبودن مغولی و ختان این است که نبشته‌های این زبان به دبیره‌هایی نوشته شده‌اند که امروزه از میان رفته‌اند و هنوز زبان‌شناسان به‌کلی رمزشان را نگشوده‌اند و از این روی نتوان آنان را کامل خواند. زبان‌های دیگری نیز هستند که به علت کمیِ نوشته‌ها و واژه‌های به جای مانده نمی‌توان اثبات کرد که هم‌خانوادهٔ شاخه زبان‌های مغولی‌اند و تنها می‌توان فرضیه‌هایی انگاشت.

## طبقه‌بندی
زبان‌های مغولیِ تاریخی:
- مغولیِ میانه (از سده سیزدهم تا پانزدهم یا شانزدهم میلادی بدان سخن می‌گفتند)
- مغولیِ کلاسیک (تقریباً از سال ۱۷۰۰ تا ۱۹۰۰ میلادی)

زبان‌های مغولیِ امروزی:
- زبانِ داور (Daur یا Daghur) که کم و بیش صدهزار تن گویشور می‌دارد.
- زبان مغولی در افغانستان که پیدا نیست امروزه سخن گویی دارد یا نه.
- زبان‌های مغولیِ جنوبی که بیش از هفت صد هزار تن بدان سخن گویند.
- زبان‌های مغولیِ مرکزی که دربردارنده زبان مغولی اصلی (زبانِ رسمی مغولستان و مهم‌ترین زبان این شاخه) می‌باشد و در کل شش تا هفت میلیون گویشور دارد.

## زبان فرامغولی
اگر زبانهایِ مغولی کنونی را پی بگیریم تا به زبانهای باستانیِ نزدیک شویم و به زبان نیامغولی برسیم، پیداست که زبانی به نام زبان ختان (که تا به سال ۱۲۳۴ سخنگو داشت) به آن شباهت هایِ فراوان دارد. البته نمی‌توان این زبان را زیرشاخه ای از زبانهای مغولی و ادامهٔ زبان نیامغولی دانست، پس زبانهایِ مغولی و ختان را در گروهی به نام زبان‌های فرامغولی (به انگلیسی: Para-Mongolic) دسته‌بندی می‌کنند.

## زبانِ نیامغولی
زبانِ نیامغولی (به انگلیسی: Proto-Mongolic Language)، زبانی فراساخته است که زبانشناسان از سنجش زبان هایِ مغولی به دست آمده (چون زبان‌های مغولی زنده دنیا و زبان‌های کهنِ به دست آمده) بازسازی کرده‌اند و به عنوان نیایِ زبان‌های مغولیِ شناخته شده در نظر گرفته‌اند. این زبان بسیار به زبان مغولیِ میانه (به انگلیسی: Middle Mongol Language) نزدیک است و همانست که در زمان فرمانرواییِ مغولان و چنگیز خان بدان سخن می‌گفتند.

### واژگان
شماری از واژگانِ این زبان فراساخته را می‌توانید در جدول زیر ببینید:
| ۱   | *nikēn     |
| ۲   | *koxar     |
| ۳   | *gurbān    |
| ۴   | *dörbēn    |
| ۵   | *tabūn     |
| ۶   | *jirguxān  |
| ۷   | *doluxān   |
| ۸   | *na(y)imān |
| ۹   | *yersǖn    |
| ۱۰  | *xarbān    |
| ۲۰  | *korīn     |
| ۳۰  | *gucīn     |
| ۴۰  | *döcīn     |
| ۵۰  | *tabīn     |
| ۶۰  | *jirān     |
| ۷۰  | *dalān     |
| ۸۰  | *nayān     |
| ۹۰  | *yerēn     |
| ۱۰۰ | *minggān   |